# Adrien Lagrée
Adrien Lagrée, né le 25 avril 1997 à Saint-Hilaire-du-Harcouët (Manche), est un coureur cycliste français. 

## Biographie
Adrien Lagrée commence le cyclisme en première année pupilles à la Roue d'Or du Teilleul,. Il court dans ce club jusqu'en première année juniors, avant de rejoindre la formation bretonne Sojasun espoir-ACNC. 
Lors de ses quatre saisons espoirs, il obtient trois victoires en première catégorie et diverses places d'honneur chez les amateurs. Il termine notamment deuxième du Tour de la Manche en 2019, ou encore troisième du Grand Prix de Luneray, manche de la Coupe de France DN1. La même année, il se classe troisième d'une étape sur le Tour de Bretagne, tout en remportant le classement des grimpeurs. Après ses performances, il intègre en 2020 le VC Pays de Loudéac, alors réserve de l'équipe B&B Hotels-Vital Concept p/b KTM. Bon puncheur, il s'impose à trois reprises, notamment au Tour du Pays du Roumois et sur Jard-Les Herbiers. 
En aout 2021, il devient stagiaire chez B&B Hotels p/b KTM. Il conclut sa saison sur Paris-Tours, où il prend la trente-troisième place. Il passe finalement professionnel dans la structure de Jérôme Pineau en 2022. Sa saison commence au mois de février sur le Tour de la Communauté valencienne. On le retrouve ensuite au départ du Tour du Rwanda, où il finit onzième du prologue. En avril, il est échappé sur la Classic Grand Besançon Doubs. 

## Palmarès et résultats

### Palmarès par année
- 2015
  - 3e du Grand Prix Fernand-Durel
- 2017
  - 3e des Boucles Dingéennes
  - 3e du Grand Prix de la Saint-Pierre
  - 3e du Souvenir Gérard Gaunelle
  - 3e du championnat de Bretagne du contre-la-montre
- 2018
  - Challenge du Guinefort
  - Grand Prix de la Sainte-Anne
  - 2e du Grand Prix de La Roche-aux-Fées
  - 3e du Grand Prix de Chèvreville
- 2019
  - Boucles Sérentaises
  - 2e du Tour de la Manche
  - 3e du Grand Prix de Luneray
- 2020
  - 1re épreuve de la Ronde Finistérienne
  - Tour du Pays du Roumois
  - Jard-Les Herbiers
  - 2e du Grand Prix du Centre de la France
- 2023
  - 5e étape du Tour de la Manche
  - 2e de Redon-Redon
  - 2e de Manche-Océan
  - 3e du Grand Prix d'Avranches

### Classements mondiaux
| Année                                 | 2019  | 2020 | 2021  |
| ------------------------------------- | ----- | ---- | ----- |
| Classement mondial                    | 3282e | nc   | 2339e |
| UCI Europe Tour                       | 1993e | nc   | 1561e |
|                                       |       |      |       |
| Légende : nc = non classéSource : UCI |       |      |       |